# Typhochrestus alticola
Typhochrestus alticola es una especie de araña araneomorfa del género Typhochrestus, familia Linyphiidae. Fue descrita científicamente por Denis en 1953.
Se distribuye por Francia. El cuerpo del macho mide aproximadamente 1,25-1,6 milímetros de longitud y el de la hembra 1,0-1,25 milímetros.